# Steg (Liechtenstein)
Steg – wieś w Liechtensteinie, w gminie Triesenberg, w regionie Oberland.
Steg liczy 50 mieszkańców, położony jest na wysokości 1300 metrów n.p.m. Wieś zbudowana została na planie dwóch okręgów (jednego większego na północy i mniejszego na południu), których elementem wspólnym jest główna droga prowadząca do Malbun.
W Steg znajduje się wyciąg narciarski, wieś bardziej znana jest z tras do biegów narciarskich, których łączna długość wynosi około 19 kilometrów. We wsi działa hotel.
Znajdują się tutaj dwa zaporowe zbiorniki retencyjne Stausee Steg i Gänglesee.
Podczas Zimowego Europejskiego Festiwalu Młodzieży 2015 w Stegu rozegranych została część konkurencji biegów narciarskich.
We wsi w przeszłości istniała skocznia narciarska, na której można było uzyskiwać ponad 50-metrowe skoki. W latach 80. XX wieku rozgrywano na niej konkursy skoków narciarskich dzieci i młodzieży.

## Galeria

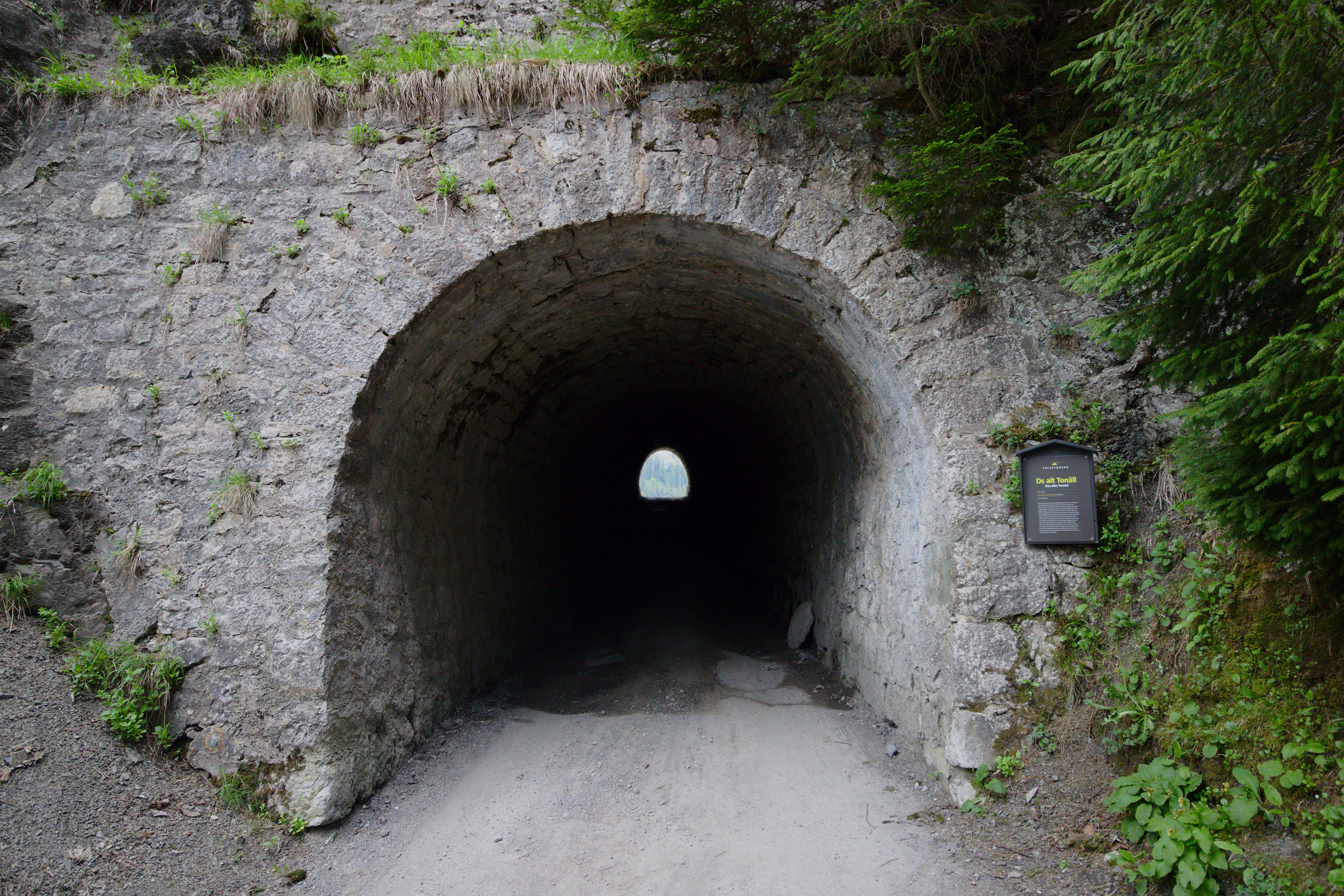
Stary tunel Gnalp–Steg
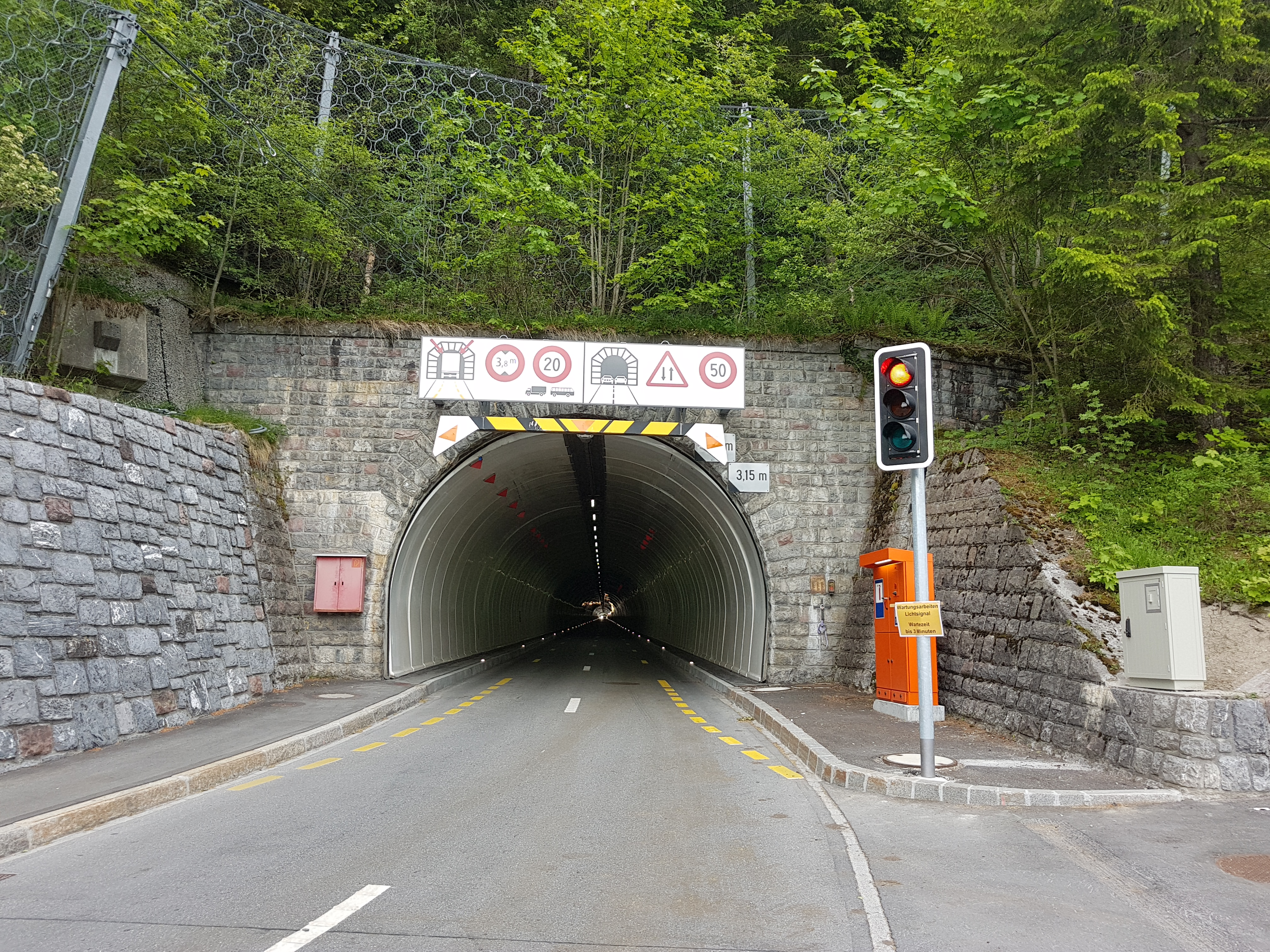
Nowy tunel Gnalp–Steg
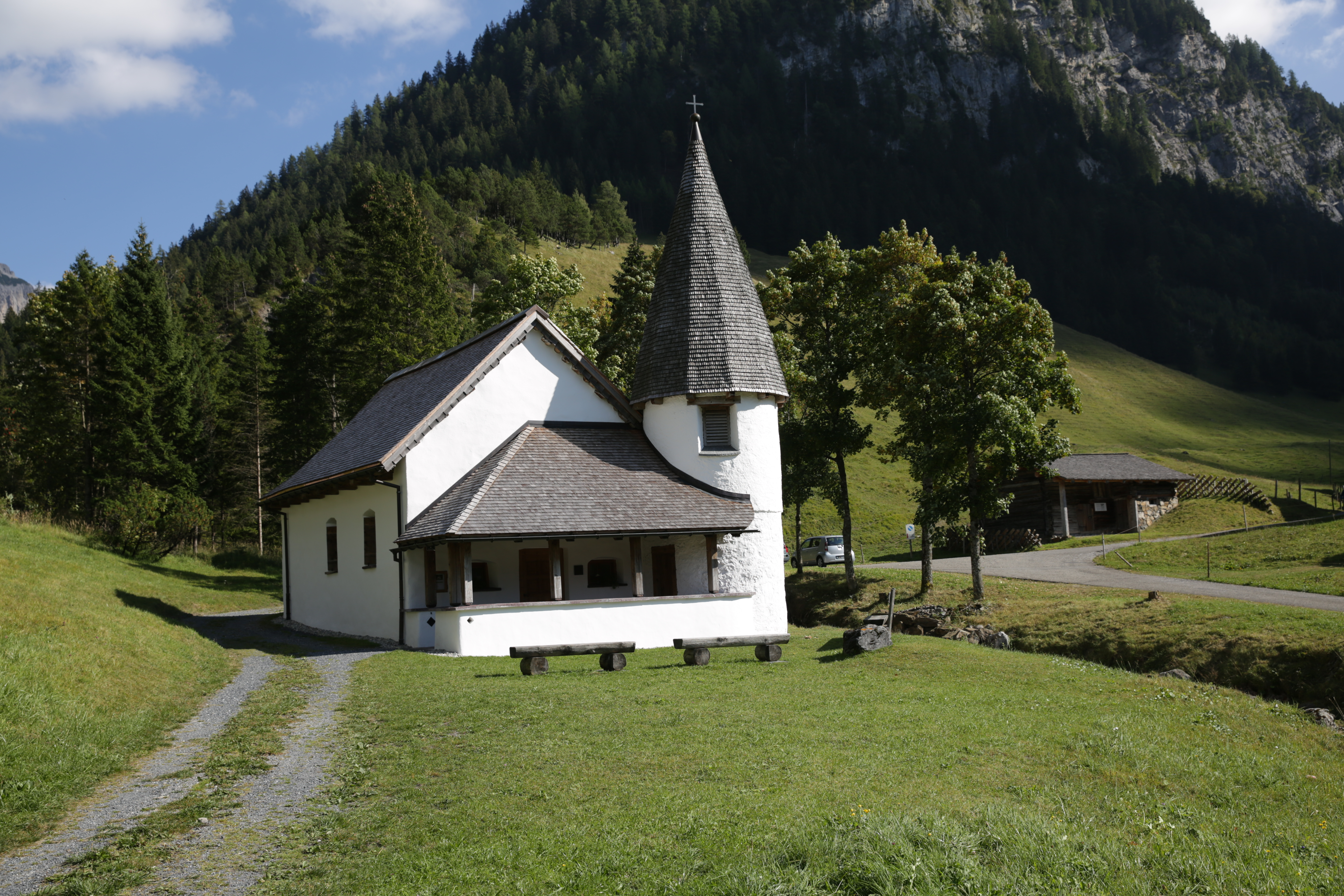
Kaplica św. Wendelina i św. Marcina (Stegkapelle)